# Antimitra lirata
Antimitra lirata is een slakkensoort uit de familie van de Buccinidae. De wetenschappelijke naam van de soort is voor het eerst geldig gepubliceerd in 1865 door Adams A..